# Liste der Adelsgeschlechter namens Zimmermann
Dies ist eine Liste von Adelsgeschlechtern und Nobilitierungen mit Namen Zimmermann mit weiteren Zusätzen.

## Familien
- Zimmermann (1550, 1672) → Reichsadelsstand 1550; 1672 bei der Adelsklasse der Schwedischen Ritterschaft introduziert (Nr. 811); Immatrikulation bei der Livländischen Ritterschaft (Nr. 130) und der Estländischen Ritterschaft (Nr. 335)[1]
- Zimmermann (1629) → Reichsadelsstand 1629; 1790 Grafenstand[2]
- Zimmermann → um 1682 in Ungarn auftretend[3]
- Zimmermann (1710) → böhmischer Ritterstand 1710[4]
- Zimmermann (1722) → Reichsadelsstand 1722; in Kurland begütert[5]
- Zimmermann (1780) → russischer Adelsstand, 1780 Immatrikulation bei der Estländische Ritterschaft[6]
- Zimmermann (1786) → preußischer Adelsstand 1786[7]
- Zimmermann (1786) → russischer Adelsstand für Johann Georg Zimmermann
- Zimmermann (1792) → Reichsadelsstand 1792[8]
- Zimmermann (1793) → Reichsadelsstand 1793[9]
- Zimmermann (1796) → Reichsadelsstand 1796 für Eberhard August Wilhelm von Zimmermann[10]
- Zimmermann (1875) → russischer Adelstand 1875; Eintrag in die III. Klasse in das Livländische adlige Geschlechtsbuch (Nr. 49)[11]
- Zimmermann (1877) → österreichischer Ritterstand 1877 für Johann Zimmermann; Eintrag in das Königlich Sächsische Adelsbuch 1905 (Nr. 220)[12]
- Zimmermann (1882, 1899) → hessischer Adelsstand 1882; preußischer Adelsstand 1899[13]
- Zimmermann (1882) → österreichischer Ritterstand 1882[14]
- Zimmermann (1888, 1900, 1901) → preußischer Adelsstand 1888 (für Max Zimmermann), 1900 und 1901; Eintrag in das Königlich Sächsische Adelsbuch 1909 (Nr. 309)[15]
- Zimmermann (1896) → österreichischer Adelsstand 1896 für Robert Zimmermann
- Zimmermann (1908) → sächsischer Adelsstand 1908; Eintrag in das Königlich Sächsische Adelsbuch (Nr. 310)[16]
- Zimmermann von Göllheim → österreichischer Ritterstand 1868[17]
- Zimmermann von Hartkaar → österreichischer Adelsstand 1917[18]
- Zimmermann von Siefart → magdeburgisches Geschlecht seit 1510; 1958 adelsrechtliche Nichtbeanstandung der Namensführung Zimmermann von Siefart[19]